# 金帶鸚天竺鯛
金帶鸚天竺鯛（學名：Ostorhinchus cyanosoma），為輻鰭魚綱鈎頭魚目天竺鯛科鸚竺鯛屬下的一個種，於1853年由荷蘭東印度群島魚類學家Pieter Bleeker首次描述了該物種，該標本是在現代印度尼西亞東努沙登加拉省索羅島附近的拉瓦瓊(Lawajong) 採集，分布於印度西太平洋區，從[紅海]]至莫三比克，經波斯灣至斐濟，北起琉球群島、小笠原群島，南至新喀里多尼亞海域，深度1至50公尺，本魚體呈橢圓形，體稍側扁，頭大、眼大、口大且斜裂，頜齒細小，鰓蓋骨後緣棘不發達，體被弱櫛鱗，體呈銀色，略帶藍色，體側有六條橙黃色縱向條紋，包括眼睛後面的一條短條紋，背鰭2個，尾鰭截形，背鰭硬棘8枚、背鰭軟條9枚、臀鰭硬棘2枚、臀鰭軟條8枚，體長可達8公分，棲息在潟湖及珊瑚礁，成群活動，夜行性，屬肉食性，以浮游生物及小型甲殼類為食，繁殖期時，雄魚具有口孵習性，卵約7日化成仔魚，由雄魚吐出，具短暫的仔魚飄浮期，生活習性不明，可做為觀賞魚。